# Dysoptus chiquitus
Dysoptus chiquitus là một loài bướm đêm thuộc họ Arrhenophanidae. It is widespread in a large part of the Neotropical lowland wet forests, from Costa Rica phía nam đến Mato Grosso in miền nam Brasil.
Chiều dài cánh trước là 4.6-6.5 mm đối với con đực and 7-7.2 đối với con cái. Con trưởng thành có lẽ hoạt động vào phần lớn các tháng trong năm.